# Darren Barber
Darren Barber, né le 26 décembre 1968 à Victoria (Colombie-Britannique), est un rameur d'aviron canadien.

## Carrière
Darren Barber participe aux Jeux olympiques de 1992 à Barcelone et remporte la médaille d'or avec le huit canadien composé de Andrew Crosby, Bruce Robertson, Michael Forgeron, Robert Marland, John Wallace, Terence Paul, Derek Porter et Michael Rascher.